# (1442) Corvina
(1442) Corvina – planetoida z grupy pasa głównego asteroid okrążająca Słońce w ciągu 4 lat i 323 dni w średniej odległości 2,88 au. Została odkryta 29 grudnia 1937 roku w Obserwatorium Svábhegyi w Budapeszcie przez Györgya Kulina. Należy do rodziny planetoidy Koronis. Nazwa planetoidy pochodzi prawdopodobnie od Macieja Korwina (1443–1490), króla Węgier. Przed nadaniem nazwy planetoida nosiła oznaczenie tymczasowe (1442) 1937 YF.